# Scottish Aviation Bulldog
Scottish Aviation Bulldog  är ett brittiskt tvåsitsigt skolflygplan, konstruerat av Beagle Aircraft och tillverkat av Scottish Aviation.

## Utveckling
Under 1960-talet utvecklade Beagle Aircraft flygplanet Beagle Pup som en modern ersättare för de Havilland Tiger Moth och Piper Super Cub. Beagle Pup blev populär och såldes till flera flygklubbar och flygskolor. Den var dock dyr att bygga vilket ledde till att Beagle Aircraft drabbades av ekonomiska problem och gick i konkurs i december 1969. Innan dess hade man dock byggt en prototyp av en militär version av Pup kallad Bulldog. Rättigheterna till Bulldog köptes upp av Scottish Aviation som påbörjade serieproduktion för det svenska Flygvapnet som första köpare.

## Användning

### Libanon

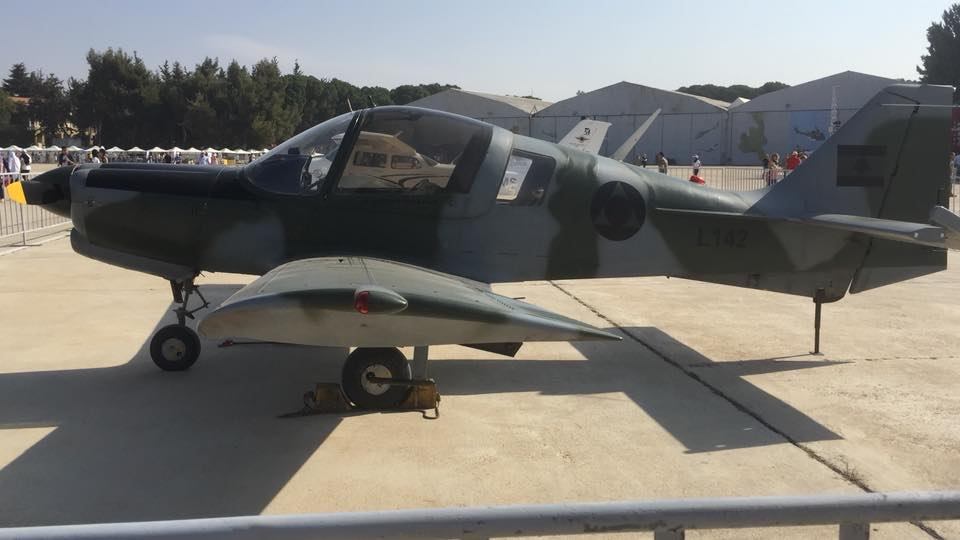
Libanesiska flygvapnets Bulldogs är i likhet med de svenska komoflagemålade.

Libanons flygvapen beställde 6 stycken Bulldogs 1975 för att ersätta sina North American Texans och de Havilland Chipmunks. En av dem sköts ner under inbördeskriget i Libanon och ytterligare två förlorades i olyckor. De resterande tre fortsatte att användas för flygutbildning vid flygskolan i Rayak långt fram till 1995 då de placerades i malpåse. År 2008 renoverades de och återinsattes i tjänstin på 2000-talet.

### Storbritannien

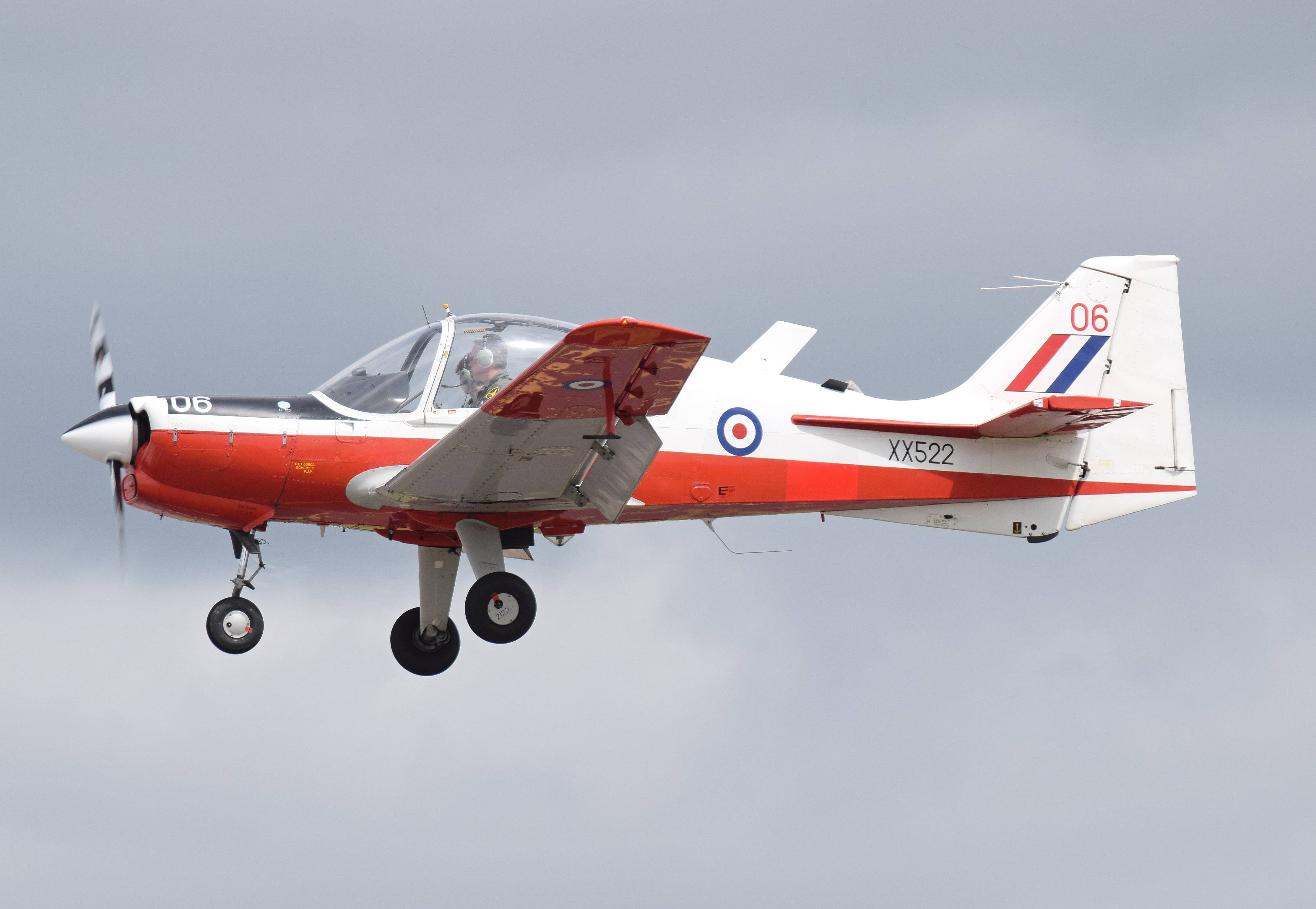
Brittiska Bulldogs är mer färggrant målade jämfört med de svenska.

År 1972 beställde Royal Air Force 130 stycken Bulldogs och blev därmed den största operatören. De användes för grundläggande flygutbildning av piloter och senare även av ungdomsorganisationen Air Training Corps. RAF sålde sina Bulldogs på civila marknaden 2001 och ersatte dem med Grob Tutors.

### Sverige

#### Militär användning
Sk 61 och  Fpl 61 var den svenska Försvarsmaktens militära typbeteckning på Beagle B 125 Bulldog och anskaffades gemensamt till både Flygvapnet (för att ersätta Sk 50) samt Arméflyget (för att ersätta Fpl 51). Flygplan 61 var i tjänst till 2001 och blev därmed Försvarsmaktens sista enmotoriga propellerflygplan.
I Flygvapnet var flygplanets militära typbeteckning Sk 61. Flygvapnets 58 stycken Sk 61 började levereras 1971. Sk 61A var ett standardskolflygplan, medan Sk 61B (sex stycken) kunde utrustas med Robot 53. Robotinstallationen med Robot 53 var monterad på höger vingspets och styrdes av personen som satt i höger säte. Den användes till att träna AJ 37 piloter inför användandet av den mer avancerade (och kostsamma) Robot 05 (då båda robotarna styrdes manuellt av flygföraren). Vidare var tanken att Arméflygets krigsorganisation skulle överta Flygvapnets Sk 61A/B i händelse av mobilisering för att användas till eldledning. Eftersom alla flygplan var avsedda att användas i krig så frångick man det inom Flygvapnet det tidigare bruket att måla skolflygplanen gula, istället målades Sk 61 A/B enfärgat grönt.
När Trafikflygarhögskolan (TFHS) bildades 1984 (under Flygvapnets ansvar) fick även TFHS flygelever, likt Flygvapnet, genomföra den grundläggande flygutbildningen på Sk 61. Därför försågs ett antal Sk 61A med viss civil instrumentering och beroende på vilken avionik som installerades fick flygplanen typbeteckningarna Sk 61D respektive Sk 61E. 1987 försvann behovet av att använda Sk 61 som skolflygplan för Flygvapnet då utbildningsgången för den grundläggande flygutbildningen förändrades och man lät flygeleverna påbörja den grundläggande flygutbildningen direkt på jetflygplan (Sk 60). 1989 överlät Arméflyget sina Fpl 61C (15 stycken) till Flygvapnet där de fick den nya typbeteckningen Sk 61C. När Försvarsmakten upphörde att vara huvudman för TFHS 1998 överförs delar av Flygvapnets Sk 61 till civilt register. Kvarvarande Sk 61 användes av Flygvapnet som sambandsflyg fram till 2001.
Arméflygets 20 stycken Fpl 61C började levereras 1972. Fpl 61C användes för främst till flygutbildning (inom Armén) samt eldledning och var den första flygplanstypen i Försvarsmakten som var mönstermålad med det då nyframtagna fyr-färgs kamouflaget. Fpl 61 var för Arméflyget till viss del en kompromiss för att kunna få ett gemensamt flygplan med Flygvapnet. Arméflygets alla tidigare flygplan hade varit sporrhjulsförsedda medan Fpl 61 var ett noshjulsförsett flygplan. Detta försvårade anpassningen till att kunna utrusta flygplanet med skidor och det dröjde till början av 80-talet innan en fungerande lösning fanns. Vidare flög man inledningsvis Fpl 61C med samma flygprofil som man gjort med Fpl 51 vilket blev en dyrköpt erfarenhet. Fpl 61 var förvisso ett lättfluget flygplan men hade inte de lågfartsegenskaper och svängprestanda i låg fart man var van med från Fpl 51. En rad tillbud och även fyra haverier med dödlig utgång inträffade på grund av detta. Sedermera anpassade man flygprofilen så att man kunde lösa samma uppgifter som Fpl 51, men på ett flygsäkert sätt.
I mitten av 80-talet hade Arméflyget anskaffat Hkp 5 som ny skolhelikopter. Den var från början inte avsedd att ingå i krigsorganisationen, men man kom snabbt fram till att denna helikopter var ett bra alternativ till Fpl 61C. Samtidigt började man grundutbilda nya flygförare inom Arméflyget direkt på helikopter istället för att först börja lära dem flyga flygplan. Så 1989 överlät Arméflyget de kvarvarande 15 stycken Fpl 61C till Flygvapnet då man fattat beslut om att ersätta alla flygplan inom Arméflyget med helikoptrar istället.

#### Civil användning
Bulldog användes av Trafikflyghögskolan mellan 1998 och 200x.

## Varianter
Källa:
- Bulldog 100 – 2 prototyper. Den första är numera utställd på National Museum of Flight i East Lothian.
- Bulldog 101 – 78 flygplan byggda för Sveriges flygvapen och Sveriges armé.
- Bulldog 102 – 15 flygplan byggda för Malaysias flygvapen.
- Bulldog 103 – 5 flygplan byggda för Kenyas flygvapen.
- Bulldog 104 – Ny beteckning på den andra prototypen efter ombyggnad.
- Bulldog 121 – 130 flygplan byggda för Royal Air Force. 5 av dem sålda till Malta år 2000.
- Bulldog 122 – 6 flygplan byggda för Ghanas flygvapen.
- Bulldog 122A – 7 flygplan byggda för Ghanas flygvapen.
- Bulldog 123 – 37 flygplan byggda för Nigerias flygvapen.
- Bulldog 124 – Ett flygplan byggt för vapenprov.
- Bulldog 125 – 13 flygplan byggda för Jordaniens flygvapen.
- Bulldog 125A – 9 flygplan byggda för Jordaniens flygvapen.
- Bulldog 126 – 6 flygplan byggda för Libanons flygvapen.
- Bulldog 127 – 9 flygplan byggda för Kenyas flygvapen.
- Bulldog 128 – 2 flygplan byggda för Hongkongs flygkår.
- Bulldog 129 – 1 flygplan byggda för civil användning i Venezuela.
- Bulldog 1210 – 6 flygplan byggda för Botswana. Enda versionen med attackkapacitet.
- Bulldog 200 – 1 prototyp med fyra säten och infällbart landningsställ. Även kallad Scottish Aviation Bullfinch.

## Liknande flygplan
- Saab 91 Safir
- Valmet L-70